# Ascain

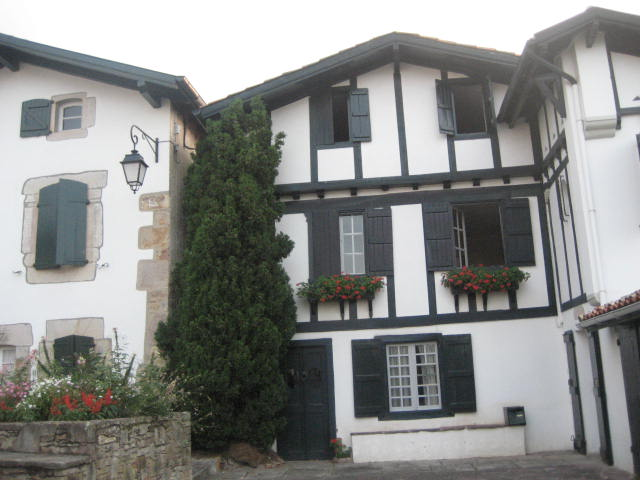
Budynek w Ascain

Ascain – miejscowość i gmina we Francji, w regionie Nowa Akwitania, w departamencie Pireneje Atlantyckie.
Według danych na rok 1990 gminę zamieszkiwały 2653 osoby, a gęstość zaludnienia wynosiła 138 osób/km² (wśród 2290 gmin Akwitanii Ascain plasuje się na 164. miejscu pod względem liczby ludności, natomiast pod względem powierzchni na miejscu 562.).